# Phyllophaga stohleri
Phyllophaga stohleri är en skalbaggsart som beskrevs av Saylor 1938. Phyllophaga stohleri ingår i släktet Phyllophaga och familjen Melolonthidae. Inga underarter finns listade i Catalogue of Life.